# Pożar na Górze Stołowej (2006)

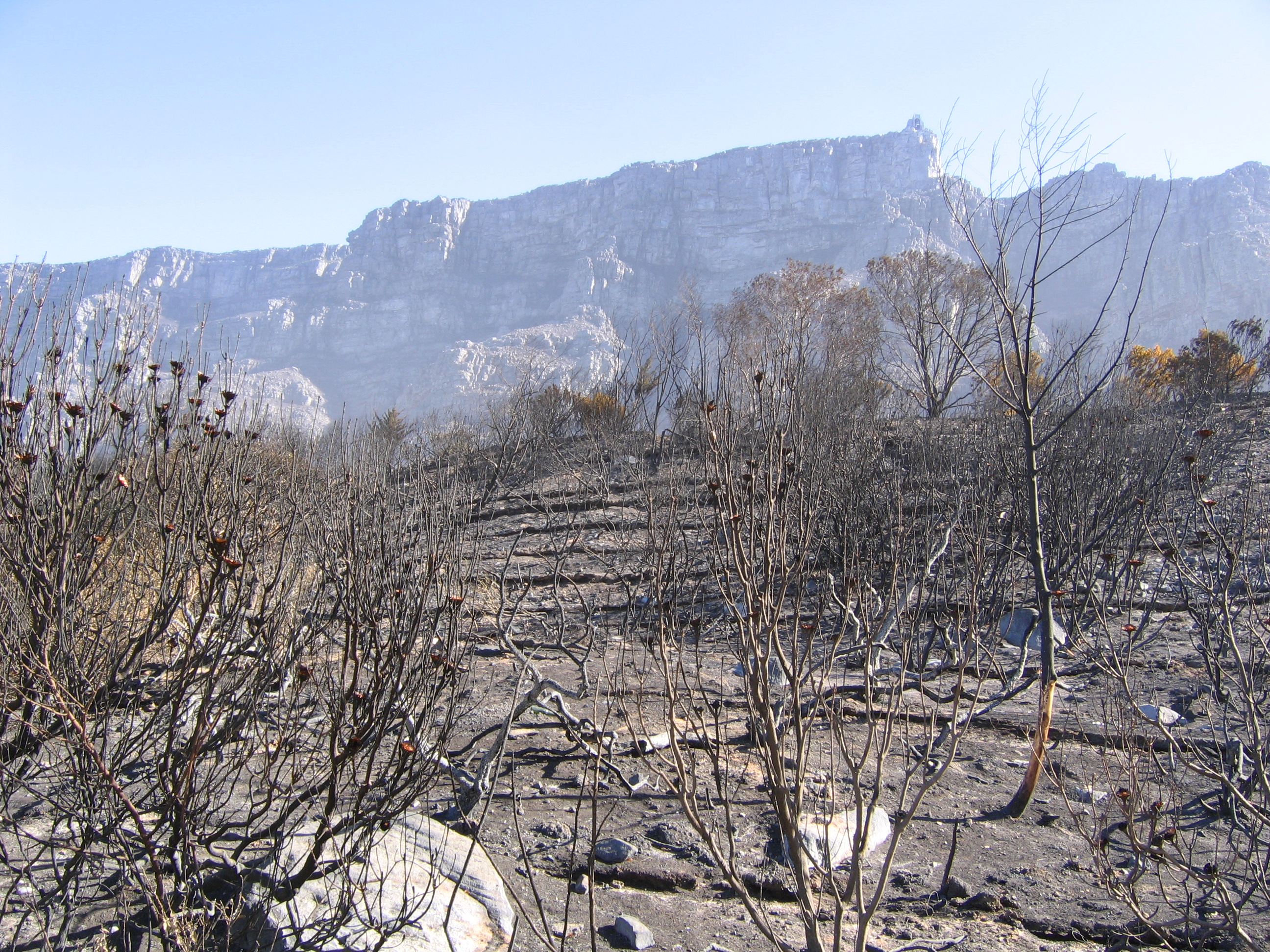
Przedmieście Oranjezicht po pożarze

Pożar na Górze Stołowej – pożar, który miał miejsce wokół Parku Narodowego Góry Stołowej w Kapsztadzie. Pożar wybuchł około godziny 16:00 dnia 26 stycznia 2006 roku. Z powodu panujących suchych warunków oraz silnych wiatrów (prędkość dochodziła do 111 km/h) pożar szybko się rozprzestrzeniał. Ogień zagrażał gęsto zaludnionym przedmieściom: Tamboerskloof, Oranjezicht, Vredehoek i  Gardens od strony północnej oraz Camps Bay i Bantry Bay od południowej.  
Z ogniem walczyły trzy śmigłowce oraz 150 strażaków i 20 rezerwistów strażackich. W gaszeniu pożaru pomagali także wolontariusze z Volunteer Wildfire Services. 28 stycznia około 4:00 pożar spowodował uszkodzenie sieci wysokiego napięcia, wyżej położone przedmieścia pozostawały bez energii elektrycznej do późnych godzin popołudniowych. W tym także dniu pożar był już pod kontrolą.       
W wyniku pożaru wiele domów zostało zniszczonych. Szacuje się, że około 7 km² fynbosu uległo spaleniu oraz około 40-50% populacji endemicznego gatunku Leucadendron argenteum uległo zniszczeniu. Jedyną ofiarą pożaru była 65-letnia turystka z Wielkiej Brytanii Janet Chesworth, która zginęła w wyniku wdychania dymu podczas wędrówki. Ponadto ogień zagrażał wielu innym turystom, którzy przebywali wówczas na Górze Stołowej.    
26 stycznia aresztowano 36-letniego Brytyjczyka Anthony'ego Coopera z Gowerton za rzekome spowodowanie pożaru w wyniku wyrzucenia papierosa. Oprócz postawienia zarzutu podpalenia został oskarżony również o spowodowanie śmierci turystki.   
23 maja sędzia Ingrid Freitag wydała nakaz aresztowania Coopera, który tymczasowo stracił prawo do wpłacenia kaucji, również został on oskarżony o prowadzenie samochodu pod wpływem alkoholu (miało to miejsce 24 stycznia). Anthony Cooper stwierdził, że zadzwonił na krajowy numer ratowniczy, gdy uświadomił sobie że on spowodował pożar.